# Фра Бартоломео
Фра Бартоломео  (Fra-Bartollommeo ди Сан-Марко, собствено име Бачио дела Порта) – е един от най-известните представители на флорентинската школа по живопис. Представител на Високия италиански Ренесанс. Член на доминиканския орден след смъртта на Савонарола 1500 година. Повлиян от техниката сфумато.
Първи негов учител е Козимо Росели; по-късно в своето творческо развитие Фра Бартоломео изучава произведенията на Леонардо да Винчи.

## Савонарола
Като ревностен привърженик на Савонарола, Фра Бартоломео след трагическата кончина на последния през 1500 г. постъпва като монах в доминиканския манастир Св. Марко във Флоренция и за дълго се отказва от изкуството, към което в крайна сметка след време отново се връща.

## Рафаело
Положително влияние на Фра Бартоломео оказва младия Рафаело, който през 1504 г. пребивава във Флоренция. От своя страна Рафаело се запознава с творчеството на значително по-зрелия Фра Бартоломео, особено по отношение на колорита. Двамата майстори на четката до края на живота си остават свързани с тясна дружба.
Фра Бартоломео умира през 1517 г. във Флоренция. Там, във Флоренция се намират и повечето от неговите творби, особено в галерията Палацо Пити: изображението на евангелиста Марко и „Възкресение". Двете картини се отличават с възвишеност на замисъла и красота на изпълнението. Във флорентинската академия се пазят фрески на Фра Бартоломео, в Лука се намира неговата „Мадона Мизерикордиа“, в Безансон друга, не по-малко забележителна като изпълнение, „Мадона“, и, накрая, в Белведере – „Въведение в храма“. Характерни черти на този художник са искреността на чувствата, възвишено настроение и изящна простота, съединена с наивност.
- „Благовещение“
- „Мадоната с младенеца и Йоан Кръстител“ 1497
- „Портрет на Савонарола“
- „Мистичния брак на св. Екатерина Сиенска“ 1511
- „Мадона Мизерикордиа“